# Radzyń Podlaski (gmina wiejska)
Radzyń Podlaski (do 1954 gmina Biała) – gmina wiejska w województwie lubelskim, w powiecie radzyńskim. W latach 1975–1998 gmina położona była w województwie bialskopodlaskim.
Siedziba gminy to Radzyń Podlaski.
Według danych z 30 czerwca 2004 gminę zamieszkiwały 8053 osoby.

## Ochrona przyrody
Na obszarze gminy znajduje się rezerwat przyrody Czapliniec w Uroczysku Feliksówka chroniący miejsca lęgowe czapli siwej.

## Struktura powierzchni
Według danych z roku 2002 gmina Radzyń Podlaski ma obszar 155,17 km², w tym:
- użytki rolne: 65%
- użytki leśne: 29%

Gmina stanowi 16,08% powierzchni powiatu.

## Demografia

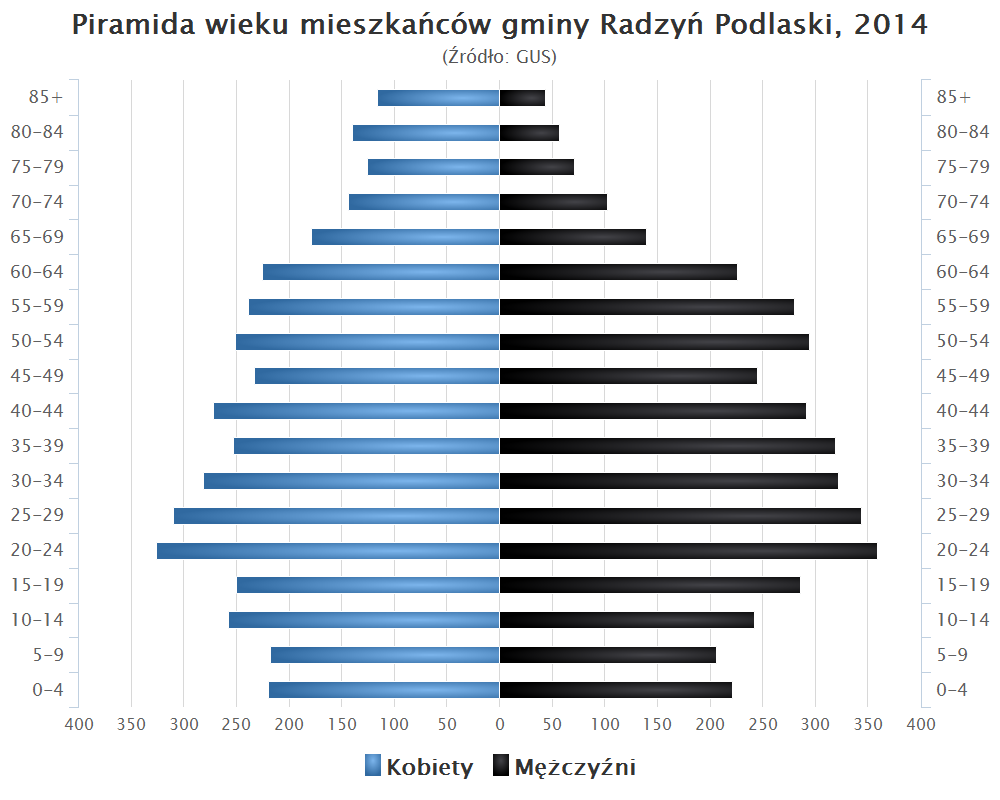
Piramida wieku mieszkańców gminy Radzyń Podlaski w 2014 roku

Dane z 30 czerwca 2004:
| Opis                              | Ogółem | Ogółem | Kobiety | Kobiety | Mężczyźni | Mężczyźni |
| --------------------------------- | ------ | ------ | ------- | ------- | --------- | --------- |
| Jednostka                         | osób   | %      | osób    | %       | osób      | %         |
| Populacja                         | 8053   | 100    | 4000    | 49,7    | 4053      | 50,3      |
| Gęstość zaludnienia [mieszk./km²] | 51,9   | 51,9   | 25,8    | 25,8    | 26,1      | 26,1      |

## Sołectwa
Adamki, Bedlno, Bedlno Radzyńskie, Biała, Białka, Branica Radzyńska, Branica Radzyńska-Kolonia, Brzostówiec, Główne, Jaski, Marynin, Paszki Duże, Paszki Małe, Płudy, Radowiec, Siedlanów, Stasinów, Ustrzesz, Zabiele, Zbulitów Duży, Żabików.

## Sąsiednie gminy
Borki, Czemierniki, Drelów, Kąkolewnica, Radzyń Podlaski (miasto), Ulan-Majorat, Wohyń